# Carabins de l'Université de Montréal
Pour l’article ayant un titre homophone, voir Carabin (homonymie).
Les Carabins est le nom porté par les équipes sportives du programme de sport d’excellence de l'Université de Montréal, et de ses écoles affiliées HEC Montréal et Polytechnique Montréal, situées dans la ville de Montréal, dans la province de Québec au Canada. Présentement, les Carabins regroupent plus de 490 étudiants-athlètes répartis au sein des 23 équipes qui évoluent dans 13 disciplines sportives : athlétisme, badminton, cheerleading, cross-country, football, golf, hockey féminin, natation, rugby, ski alpin, soccer, tennis et volley-ball.
Les étudiants-athlètes des Carabins défendent les couleurs de l’institution sur les scènes provinciale du Réseau du sport étudiant du Québec (RSEQ) et nationale de U Sports. Les Bleus évoluent parfois même à l'échelle internationale, notamment aux Universiades, communément appelées les Jeux mondiaux universitaires.
Les matchs disputés et les compétitions ont lieu au Centre d’éducation physique et des sports de l’Université de Montréal.

## Esprit Carabins
Au XIXe siècle, le mot « carabin » désignait les étudiants en médecine, principalement ceux qui pratiquaient une activité sportive. L’expression a toutefois été redéfinie au cours des années 1950 pour refléter le statut particulier de l’étudiant universitaire se situant dans son cheminement psychologique vers l’âge adulte. Conscients à la fois de leur jeunesse et de leur besoin de s’exprimer, mais aussi du sérieux et de l’importance des études, les carabins se manifestaient principalement en dehors des heures de classe en s’encourageant à « lâcher leur fou » et reconnaissaient que toute bonne méthode de travail prévoit également de sains divertissements.
Les leaders de l’Association générale des étudiants de l’Université de Montréal (AGEUM) de cette époque s’identifiaient d’ailleurs à des carabins et utilisaient le mot pour symboliser l’esprit universitaire où se rejoignaient l’idéal des études et de la solidarité étudiante.
Les compétitions sportives se trouvant au premier chef des activités divertissantes qui structurent la solidarité, les équipes sportives de l’UdeM en sont venues à porter le nom de Carabins et ce, au début des années 1920.

## Historique
Le premier programme de sport universitaire de l’Université de Montréal remonte à 1922 avec une représentation dans plusieurs sports individuels et collectifs. Dès cette époque, les équipes de l’UdeM portent le nom de Carabins. Au cours des décennies 1940, 1950 et 1960, l’Université ajoute plusieurs disciplines pour atteindre un sommet de 1967 à 1970 tant par le nombre d’activités offertes que par la qualité de leur organisation.
L’année 1971 voit l’émergence d’une nouvelle tendance. Lors d’une réunion de la Commission des Services aux étudiants, les étudiants, alors majoritaires, proposent que le budget du sport universitaire soit considérablement réduit et que les sommes libérées soient utilisées pour financer les coûts associés aux activités de « sport de masse ». Une longue tradition est alors rompue.
De 1976 à 1982, le Service des sports continue à participer à des compétitions inter-universitaires en badminton et en ski alpin sans reconnaissance institutionnelle. En 1985, l’équipe de natation est remise sur pied et s’ajoutent par la suite les équipes de volley-ball masculin (1988) et volley-ball féminin (1989).
Les trois équipes se développent rapidement et connaissent beaucoup de succès au début des années 1990 alors que l’Université connaît des problèmes financiers. En 1991, la première équipe de soccer féminin est fondée par José Marianne Proulx et Caroline Viens mais ne réussit pas à convaincre M. Malépart de la financer. En 1994, le comité de direction des Services aux étudiants (CODISEA) décide de ne plus investir de ressources financières ou humaines pour soutenir le programme de sport universitaire. La situation budgétaire de l’UdeM ne permettant pas d’absorber cette dépense dans son budget courant, le programme et les activités des équipes sont suspendus.
Au cours de cette année, le Département de kinésiologie se fait un des défenseurs du programme et offre sa contribution à l’Université. À la suite de ces démarches, le Département se voit confier le mandat de la relance et de la gestion du programme de sport universitaire. Le Fonds de développement de l’UdeM doit quant à lui trouver le financement adéquat pour permettre le redémarrage des équipes dès l’automne 1995 à condition que l’orientation choisie soit permanente afin d’assurer la poursuite du programme de sport universitaire. Le 1er juin 1995, le programme de sport d’excellence voit le jour et les équipes de natation et de volley-ball reprennent leurs activités.
Fonctionnant avec des moyens limités, le programme amorce son développement et franchit une étape importante à l’automne 1996 alors que la Fédération des associations étudiantes du campus de l’UdeM accepte, à la suite d'un référendum, de contribuer au financement du programme de sport d’excellence jusqu’à concurrence de 100 000$ par année.
Avant le début de la saison 1999-2000, la gestion du programme est transférée au CEPSUM. Les équipes de badminton et de ski alpin, qui poursuivaient toujours leurs activités de façon indépendante, sont intégrées au programme qui met également sur pied les équipes de tennis et de golf.
À l’été 2001, le stade extérieur du CEPSUM est entièrement rénové à la suite d'une subvention du gouvernement du Québec et marque le début de projets majeurs de développement. Les équipes de soccer féminin et masculin font leurs débuts à l’automne 2001. Le 30 octobre 2001, l’Université annonce en grande pompe le retour de l’équipe de football des Carabins après 30 ans d’absence, annonce qui fait la manchette à l’échelle du pays.
Un autre grand moment dans l’histoire du programme se déroule au mois de juin 2002 alors que l’UdeM annonce la création du Club des Gouverneurs pour assurer le rayonnement et le financement des Carabins. À l’annonce de ce Club, formé de personnalités du milieu des affaires québécois et présidé par le président-directeur général du Grand Prix F1 Normand Legault, plus d’un million de dollars sont déjà amassés. Aujourd’hui, la présidence du Club est orchestrée par Robert Dutton, président et chef de la direction de RONA.
Le 28 août 2002, soit neuf mois après l’annonce de son retour, l’équipe de football devient la première au pays à faire son entrée dans la ligue sans jouer de match ni de saison hors-concours. Quelques semaines plus tard, le CEPSUM annonce une subvention du Gouvernement du Québec et de la Ville de Montréal de l’ordre de 10 millions de dollars, à laquelle s’ajoute un investissement de 2.5 millions du CEPSUM, pour la réfection des installations sportives dont celles utilisées quotidiennement par les Carabins : piscine, gymnase triple, salle d’entraînement, etc. Ces rénovations marquent également l’ouverture de la Clinique de médecine du sport du CHUM et de l’UdeM situé à même le CEPSUM.
Le programme poursuit son ascension au cours des années suivantes et accueille, conjointement avec l’Université McGill, les Championnats de soccer féminin et masculin 2003 et 2004 de Sport inter-universitaire canadien (SIC). Les équipes des Carabins connaissent de plus en plus de succès à l’échelle provinciale et nationale et connaissent en 2004-2005 la meilleure saison de leur histoire. Elles décrochent, entre autres, 9 titres provinciaux sur une possibilité de 16 et toutes les équipes s’illustrant sur la scène canadienne figurent au top 10 de SIC et  maintiennent le meilleur ratio des 51 universités du circuit canadien.
Le 31 janvier 2008, l’UdeM annonce la création de l’équipe de hockey féminin des Carabins qui débute du même coup sa préparation pour ses débuts officiels à l’automne 2009.
Le 2 mars 2010, l'équipe de cheerleading se joint officiellement aux rangs des Carabins. La saison officielle débute le 28 novembre de la même année avec le début officiel du circuit universitaire québécois de cheerleading, soit la première ligue scolaire officielle au Canada.
Le programme des Carabins a accueilli le championnat universitaire Canadien de natation 2012 au CEPSUM.
Pour la saison 2015-2016, les équipes masculines et féminines d'athlétisme et de cross-country sont ajoutées au programme des Carabins, portant le nombre d'étudiants-athlètes Carabins à plus de 490.
| Année                 | Événement |
| --------------------- | --- |
| Début des années 1920 | Création des Carabins                                                                                        |
| 1972                  | Abandon des activités sportives universitaires à l’UdeM                                                      |
| Années 1970 et 80     | Poursuite des activités de ski alpin et de badminton sans reconnaissance institutionnelle                    |
| Fin des années 1980   | Retour des équipes de natation (1985) et de volleyball (masculin en 1988 et féminin en 1989)                 |
| Début des années 1990 | Des résultats notables                                                                                       |
| 1994                  | Abandon des activités                                                                                        |
| 1995                  | Relance du programme de sport d’excellence via le département d’éducation physique                           |
| 1997                  | Victoire au référendum de la FAECUM                                                                          |
| 1999 et 2000          | Affiliation officielle des équipes de ski alpin et de badminton et création des équipes de golf et de tennis |
| 2001                  | Implantation des équipes de soccer                                                                           |
| 2002                  | Implantation de l’équipe de football                                                                         |
| 2003 et 2004          | Organisation des Championnats de soccer féminin et masculin de SIC (conjointement avec McGill)               |
| 2008                  | Annonce de la création de l’équipe de hockey féminin                                                         |
| 2009                  | Entrée officielle de l'équipe de hockey féminin                                                              |
| 2010                  | Entrée officielle de l'équipe de cheerleading chez les Carabins                                              |
| 2012                  | Organisation du Championnat universitaire canadien de natation                                               |
| 2012                  | Rugby à 15: création d'une équipe masculine et d'une équipe féminine                                         |
| 2014                  | L'équipe de football remporte sa première coupe Dunsmore, Uteck et Vanier                                    |
| 2015                  | Athlétisme et cross-country: création d'équipes masculines et féminines d'athlétisme et de cross-country     |

## Principaux résultats

### Athlétisme
| Titre(s)                                        | Année(s) |
| ----------------------------------------------- | --- |
| Médailles au championnat canadien universitaire | Or - 1000 m (2019), Or - Saut en hauteur (2021) - 600 m (2023) - Relais 4x800 m (2023), Argent - 300 m (2019, 2021) - Relais 4x400 m (2023), Bronze - 1500 m (2019, 2021) - 300 m (2023) - 60 m haies (2023) |

### Badminton
| Titre(s)                                                                                | Année(s) |
| --------------------------------------------------------------------------------------- | --- |
| Médaille d'argent au championnat canadien universitaire (organisé par Badminton Canada) | 2006-2007, 2007-2008, 2011-2012 |
| Champion provincial mixte                                                               | 1985-1986, 1986-1987, 1987-1988, 1996-1997, 2001-2002, 2003-2004, 2004-2005, 2008-2009, 2010-2011, 2013-2014, 2014-2015, 2019-2020 |
| Champion provincial masculin                                                            | 1999-2000, 2007-2008, 2009-2010, 2012-2013, 2014-2015, 2018-2019, 2019-2020                                                        |
| Champion provincial féminin                                                             | 2007-2008, 2009-2010, 2010-2011, 2011-2012, 2016-2017, 2018-2019, 2019-2020                                                        |

### Cheerleading
| Titre(s)                                                | Année(s)                                                                    |
| ------------------------------------------------------- | --------------------------------------------------------------------------- |
| Champion provincial                                     | 2009-2010, 2010-2011, 2014-2015, 2015-2016, 2016-2017                       |
| Champion de la saison régulière                         | 2009-2010, 2010-2011, 2011-2012, 2012-2013, 2014-2015, 2015-2016, 2016-2017 |
| Médaille d'argent au championnat canadien universitaire | 2011-2012                                                                   |
| Participation au championnat du monde                   | 2010-2011                                                                   |

L'équipe de cheerleading des Carabins a été formée en 2002 en même temps que la « renaissance » de l'équipe de football. À ce moment l'équipe fait partie des clubs sportifs de l'université jusqu'en 2010 ou le cheerleading fait son entrée officielle parmi les 10 sports d'excellence universitaire des Carabins. La même année est créée la ligue de cheerleading du RSEQ. L'équipe commence en grand en remportant dès sa première année les honneurs dans la saison régulière et également dans le championnat provincial. À sa deuxième année, l'équipe renouvelle l'exploit et reporte également un laissez-passer pour les mondiaux de cheerleading. Faisant des carabins la première équipe universitaire canadienne à se qualifier pour l’évènement tenue annuellement en Floride. En 2012, les carabins débutent l'année en grand en remportant la première compétition du circuit universitaire québécois et une 2e place historique aux championnats canadiens devant l'université Queen et derrière l'université Western (les deux équipes partageaient les honneurs depuis 26 ans). Les carabins réussissent à remporter la saison régulière grâce au cummulatif des points, mais perdent en finale provinciale. Pour la première année le RSEQ met de l'avant des équipes étoiles sur lesquels sont présentes trois athlètes : Véronique Bourgeois, base, Éducation physique et à la santé (1re équipe d'étoiles), Alexandra Brassard, voltige et capitaine, étudiante en Pharmacie, (2e équipe d'étoiles) et Laurence Desgagnés, base arrière, Soins infirmiers (équipe d'étoiles des recrues). En 2013, l'équipe remporte la saison régulière après avoir eu des difficultés dans la première partie de la saison et est bien placée pour le championnat provincial. L'équipe dirigée par l'entraineur chef, Alexandra Brassard, connait du succès pour les campagnes 2014-2015 ainsi que 2015-2016 en remportant tous les honneurs.

### Football canadien
| Titre(s)                        | Année(s)                     |
| ------------------------------- | ---------------------------- |
| Champion de la saison régulière | 2004, 2016, 2021             |
| Coupe Dunsmore                  | 2014, 2015, 2019, 2021, 2023 |
| Coupe Mitchell                  | 2015                         |
| Coupe Uteck                     | 2014, 2019, 2023             |
| Coupe Vanier                    | 2014, 2023                   |

La première équipe de football de l'Université de Montréal a été formée en 1924 et a représenté l'institution pendant 5 ans. Il faudra attendre 30 ans avant qu'une autre équipe soit de nouveau mise sur pied.
Lors de la saison 2023, l'équipe a accompli tout un exploit. En effet, pour la première fois dans l'histoire du football universitaire canadien, les Carabins n'ont accordé aucun touché lors de leur parcours éliminatoire, incluant la Coupe Dunsmore et la Coupe Uteck.  Il aura fallu attendre le 3e quart de la Coupe Dunsmore de 2024 pour que les Carabins accordent enfin un touché en éliminatoires, un premier en plus de 340 minutes de jeu sur six rencontres.

### Golf
| Titre(s)                                                   | Année(s)                                 |
| ---------------------------------------------------------- | ---------------------------------------- |
| Champion provincial féminin                                | 2009, 2010, 2012, 2013, 2014, 2015, 2021 |
| Champion provincial masculin                               | 2001                                     |
| Champion de l’Island Cup Invitational (femmes)             | 2005-2006, 2006-2007                     |
| Champion de l’Est du Canada                                | 2006-2007                                |
| Champion du St. Andrews Spring Invitational (hommes, NCAA) | 2008-2009                                |

### Hockey féminin
| Titre(s)            | Année(s)                                   |
| ------------------- | ------------------------------------------ |
| Champion provincial | 2012-2013, 2014-2015, 2015-2016, 2018-2019 |
| Champion national   | 2012-2013, 2015-2016                       |

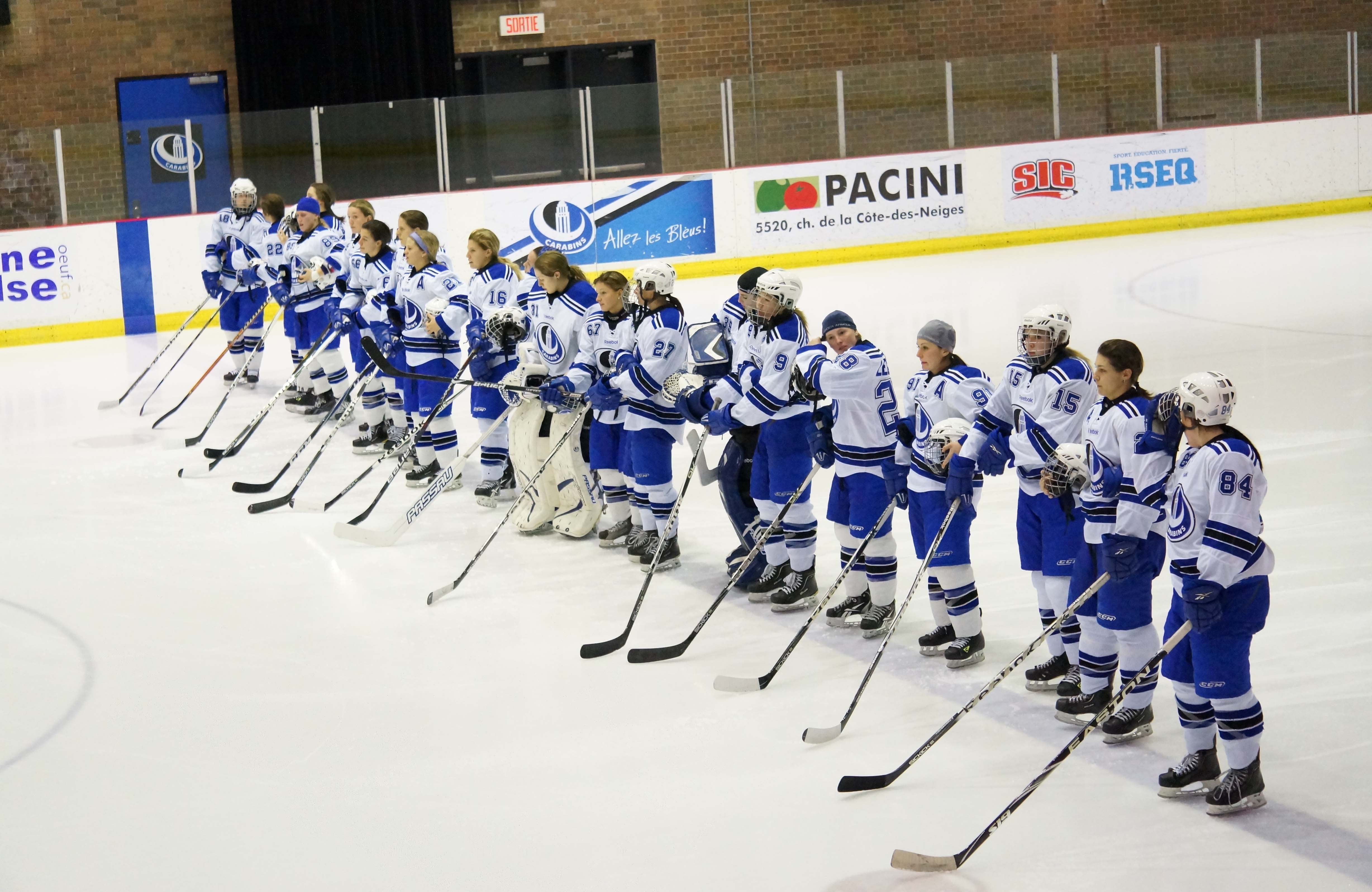
Une première médaille nationale en 3 années d'existence

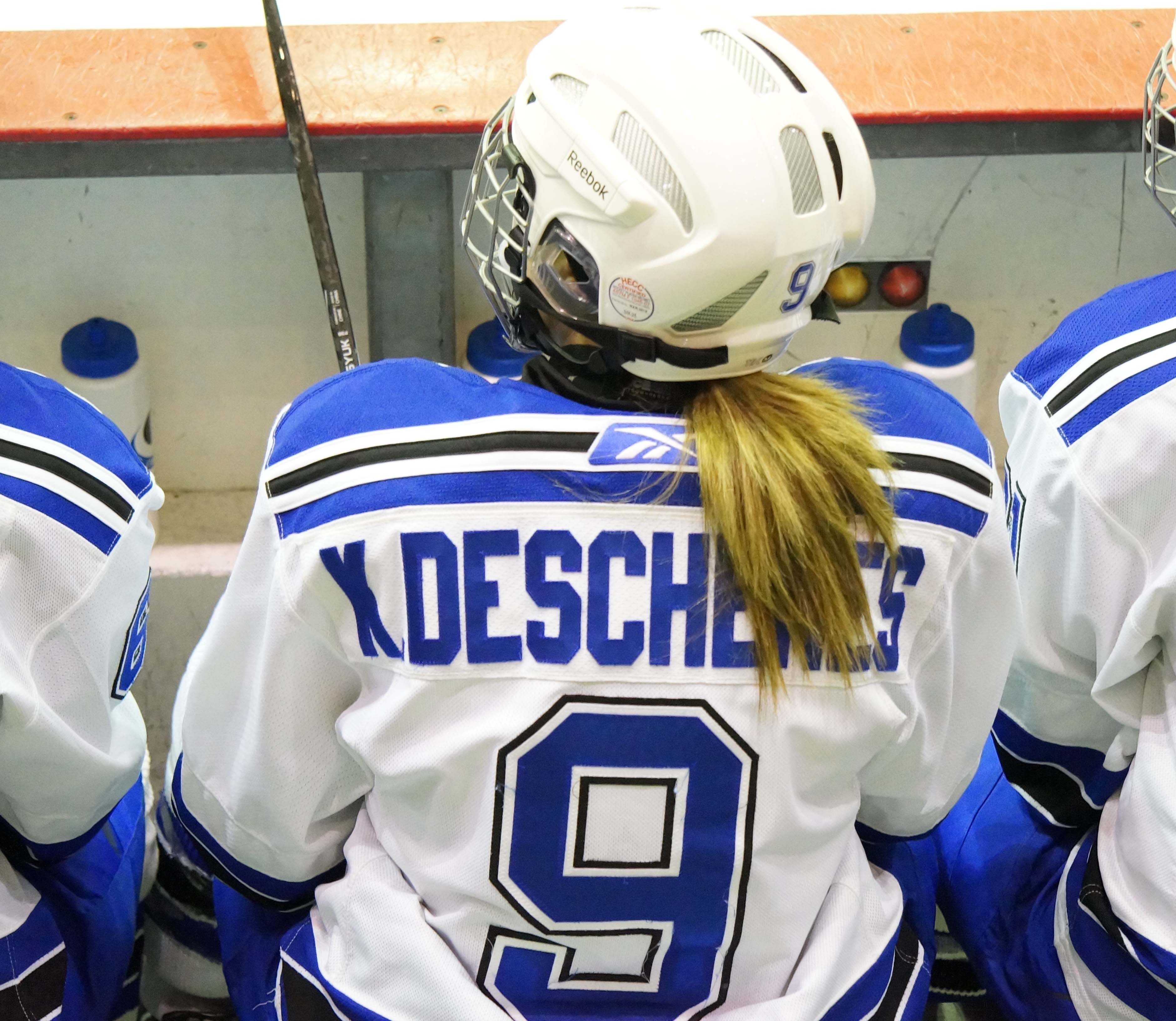
Kim Deschênes, capitaine de l'équipe, élue deux saisons consécutives sur les équipes d'étoiles SIC et médaillée d'or aux Universiades de 2011

La saison 2009-10 est la première saison de l'équipe de hockey féminin des Carabins. L'équipe termine seconde au classement final de la saison régulière et 5e lors des championnats universitaires canadiens. À sa seconde saison (2010-11), l'équipe termine au deuxième rang du classement de la Conférence du Québec derrière les Martlets de McGill. Lors des séries éliminatoires 2011, les Carabins éliminent les  Stingers de Concordia mais au tour suivant les Carabins sont éliminées en finale québécoise par les Martlets de McGill. Cette élimination les exclut d'une qualification pour les Championnats universitaires Canadiens de hockey féminins tenus à Waterloo.
Les attaquantes Josianne Legault, Kim Deschênes, les défenseures Stéphanie Daneau, Janique Duval et la gardienne de but Rachel Ouellette, toutes des Carabins sont élues sur les équipes d'étoiles de la Conférence du Québec.
À leur troisième saison les Carabins terminent au deuxième rang québécois derrière les Martlets de McGill (hockey sur glace)  et se qualifient pour le Championnat universitaire canadien de hockey sur glace féminin. Elles réussissent l'exploit de battre les favorites du tournoi, les Golden Hawks de Wilfrid Laurier et passent en finale nationale. Elles remportent une médaille d'argent.
La défenseure Élizabeth Mantha et l'attaquante Kim Deschênes sont nommés sur l'équipe d'étoiles des séries éliminatoires du Championnat universitaire canadien de hockey sur glace féminin.

### Natation
| Titre(s)                                   | Année(s) |
| ------------------------------------------ | --- |
| Champion provincial féminin                | 1990-1991, 1991-1992, 1992-1993, 1993-1994, 2009-2010, 2010-2011, 2012-2013, 2013-2014, 2014-2015, 2015-2016, 2016-2017, 2017-2018, 2018-2019 |
| Champion provincial masculin               | 2003-2004, 2004-2005, 2006-2007, 2013-2014, 2014-2015, 2016-2017, 2018-2019                                                                   |
| Champion provincial combiné                | 2004-2005, 2012-2013, 2013-2014, 2014-2015, 2015-2016, 2016-2017, 2017-2018, 2018-2019                                                        |
| Médailles au championnat canadien (femmes) | Bronze (1990), Argent (1991-1992-1993-1994-2014-2015-2017)                                                                                    |

### Rugby
| Titre(s)                     | Année(s) |
| ---------------------------- | -------- |
| Champion provincial masculin | 2016     |

### Ski alpin
Le programme de ski alpin cesssera définitivement ses activités lors de la saison 2025-20260
| Titre(s)                     | Année(s) |
| ---------------------------- | --- |
| Champion provincial masculin | 1991, 1996, 2000, 2001, 2002, 2003, 2004, 2005, 2006, 2007, 2008, 2012, 2013, 2014, 2015                         |
| Champion provincial féminin  | 1995, 1996, 1997, 2006, 2007, 2008, 2009, 2010, 2011, 2012, 2014, 2015, 2016, 2017                               |
| Champion provincial combiné  | 1995, 1996, 1997, 2000, 2001, 2002, 2003, 2004, 2005, 2006, 2007, 2008, 2011, 2012, 2013, 2014, 2015, 2016, 2017 |

### Soccer féminin
| Titre(s)                          | Année(s)                                             |
| --------------------------------- | ---------------------------------------------------- |
| Champion provincial               | 2008, 2009, 2010, 2011, 2013, 2018, 2019, 2022       |
| Champion de la saison régulière   | 2008, 2009, 2010, 2011, 2012, 2013, 2021, 2022, 2024 |
| Champion provincial intérieur     | 2007, 2009, 2010, 2011, 2023                         |
| Médailles au championnat canadien | Or (2017, 2022), Argent (2009, 2011), Bronze (2008)  |

L'équipe de soccer féminine des Carabins de l'Université de Montréal s'impose comme une force dominante sur la scène sportive universitaire, cumulant des performances exceptionnelles. Avec huit titres de championnes provinciales (RSEQ)  et de deux titres canadiens ( U Sports ) en 2017 et 2022, les Carabins démontrent une constance remarquable dans l'excellence.
Anciennement dirigée par l'entraîneur Kevin McConnell, élu entraîneur de l'année six fois au niveau provincial et une fois au niveau national, l'équipe a bénéficié d'un leadership exemplaire. Aujourd'hui, sous la direction de Nadège Akamse, les joueuses continue de repousser les limites de leurs performances en établissant de nouveaux records.
Cette saison, les Carabins ont établi un record impressionnant en n'accordant que deux buts en 14 matchs, surpassant l'ancien record détenu par l'Université Laval en 2007, qui avait concédé trois buts. Cette solide défense témoigne la discipline et l'engagement de l'équipe.
De plus, les athlètes actuelles ont plusieurs modèles inspirants vers qui se tourner, comme Mégane Sauvé. Son parcours, de capitaine des Carabins à joueuse professionnelle en Division 1 de la Liga BPI au Portugal, illustre ce qu'une passion pour le sport et un engagement soutenu peuvent accomplir. Elle demeure une source de motivation pour les joueuses qui aspirent à poursuivre leurs rêves, tout en honorant les valeurs d'excellence et de leadership des Carabins.

### Soccer masculin
L’équipe des carabins soccer est entraîné par Pat Raimondo, il est le seul à avoir entrainé l’équipe depuis la création du programme en 2001. Avant ça, l’entraineur chef des Carabins avait précédemment entraîné l’équipe des Redmen de l'Université McGill avec qui il a remporté le championnat canadien de soccer (SIC) en 1997. 

Depuis que les Carabins ont lancé le programme cette équipe a rapporté un grand nombre de titres à l’université de Montréal, avec pas moins de 9 titres de champions provinciaux pour la saison extérieure (RSEQ) ainsi que 5 titres de champions provinciaux (RSEQ) en ce qui concerne la saison intérieure. 

L’équipe s’est donc qualifié plusieurs fois pour le championnat canadien de soccer masculin U Sports, auparavant appelé SIC, qui regroupe les champions provinciaux de chaque conférence ainsi que le champion de saison régulière ou le finaliste des séries ; dans le cas où la même équipe a remporté la saison régulière et les séries.

Pendant ce tournoi regroupant pendant une semaine les 8 meilleures équipes au Canada chaque année, les Carabins soccer ont donc remportés trois médailles de bronze en 2003, 2006 et 2008. Après quelques années moins glorieuses, l’équipe connaît ses meilleures années depuis 2017 avec de nombreux titres acquis. Le programme reste notamment sur une série de trois titres de champions provinciaux de suite (2017, 2018, 2019) ; ainsi que trois finales de championnat canadiens U Sports d’affilée. 

Durant ces finales ils ont récolté la médaille d’or pour la première fois en 2018 en venant à bout des Capers, équipe qui les avait battus l’année d’avant ou les Carabins avec donc dû se contenter de la médaille d’argent.
Cette année, le championnat canadien 2019 se déroulait à Montréal au CEPSUM du 7 au 10 Novembre. Les carabins se sont hissés jusqu’en finale devant leurs partisans, récoltant ainsi une deuxième médaille d’argent après celle de 2017.
Tous ces titres en faisant ainsi un des programmes de sport universitaire les plus respectés au Canada.
| Titre(s)                          | Année(s)                                                                           |
| --------------------------------- | ---------------------------------------------------------------------------------- |
| Champion provincial               | 2003, 2004, 2005, 2006, 2008, 2011, 2017, 2018, 2019, 2021, 2022, 2024             |
| Champion de la saison régulière   | 2002, 2003, 2004, 2005, 2006, 2007, 2008, 2011, 2017, 2018, 2021, 2022, 2023, 2024 |
| Champion provincial intérieur     | 2005, 2008, 2014, 2016, 2017                                                       |
| Médailles au championnat canadien | Bronze (2003, 2006, 2008, 2022), Argent (2017, 2019, 2023, 2024), Or (2018, 2021)  |

### Tennis
| Titre(s)                                                   | Année(s)                                              |
| ---------------------------------------------------------- | ----------------------------------------------------- |
| Champion championnat canadien                              | 2009-2010, 2010-2011                                  |
| Champion féminin dans la ligue universitaire de l’Ontario  | 2008-2009, 2009-2010, 2010-2011,                      |
| Champion masculin dans la ligue universitaire de l'Ontario | 2010-2011                                             |
| Champion de la ligue collégiale-universitaire              | 2004-2005, 2005-2006                                  |
| Champion masculin du tournoi Carabins                      | 2003-2004                                             |
| Champion de la série du Grand Chelem                       | 2001-2002, 2003-2004                                  |
| Champion provincial                                        | 1998-1999, 1999-2000, 2000-2001, 2001-2002, 2002-2003 |

### Volley-ball féminin
| Titre(s)                          | Année(s) |
| --------------------------------- | --- |
| Champion provincial               | 1990-1991, 1992-1993, 1993-1994, 2007-2008, 2008-2009, 2009-2010, 2011-2012, 2012-2013, 2014-2015, 2015-2016, 2016-2017, 2017-2018, 2018-2019, 2024-2025 |
| Champion de la saison régulière   | 2006-2007, 2007-2008, 2008-2009, 2009-2010 , 2013-2014, 2014-2015, 2015-2016, 2016-2017, 2017-2018, 2024-2025                                            |
| Médailles au championnat canadien | Argent (2007-2008, 2024-2025), Bronze (2008-2009, 2014-2015)                                                                                             |

### Volley-ball masculin
| Titre(s)                          | Année(s)                                               |
| --------------------------------- | ------------------------------------------------------ |
| Champion provincial               | 1992-1993, 2004-2005, 2017-2018, 2019-2020             |
| Champion de la saison régulière   | 2004-2005, 2017-2018                                   |
| Médailles au championnat canadien | Or (1969-1970), Argent (1992-1993), Bronze (1991-1992) |

Domicile de l'équipe masculine de volleyball et des autres équipes sportives

L'équipe de Volley-ball masculine est dirigée depuis 2017 par Ghazi Guidara. Ce dernier est un ancien passeur qui a évolué avec l'Équipe de Tunisie de volley-ball pendant près de 18 ans (1990 à 2008) avec un total de 600 sélections et deux participations aux Jeux Olympiques d'Atlanta et aux Jeux olympiques d'été de 2004. Avant de prendre la barre de l'équipe, il a rebâtit le programme de volleyball des Volontaires du Cégep de Sherbrooke de 2014-2017. À sa première année en tant qu'entraineur-chef, il a su changé la dynamique de l'équipe en instaurant assez rapidement un nouveau système de jeu qui a vite été assimilé par l'édition 2017-2018. En effet, cette édition a su mettre fin à la séquence de 13 ans du Rouge et Or en remportant le championnat provincial 2017-2018 au Pavillon de l'éducation physique et des sports. Dans cette édition, trois joueurs ont fait partie de l'équipe d'étoiles du Réseau du sport étudiant du Québec et deux de ces joueurs ont été des étoiles U Sports. Ces joueurs sont : Gabriel Chancy (joueur étoile RSEQ et U Sports, passeur et étudiant en droit), Mikael Dagenais (joueur étoile RSEQ  et U Sports, centre et finissant en sciences économiques) et Godefroy Veyron-Trudel (joueur étoile RSEQ, technique et étudiant en sciences économiques). Aussi, Ghazi Guidara a été nommé entraineur de l'année du RSEQ. Bref, cette même édition a participé aux championnats canadiens de volleyball universitaire qui se déroulait à l'Université McMaster, mais elle a baissé pavillon dès le premier tour face à l'équipe hôte qui était les Marauders de McMaster. En 2018-2019, l'équipe a beaucoup changé, car plusieurs recrues se sont joints au groupe et plusieurs joueurs de l'édition précédente ont dû quitter, car ils avaient terminé leur cursus universitaire ou/et épuisé leurs années d'éligibilité (droit à cinq ans au total). Le départ de plusieurs vétérans a fait en sorte que plusieurs recrues ont embarqué plus vite que prévu sur le terrain et cela a fait en sorte que la protection du titre fut difficile à un point que le Rouge et Or a su reconquérir le titre en finale provinciale face aux Bleus et ce, en ne perdant aucune partie durant la totalité de la saison. Malgré cela, les Bleus ont participé aux championnats canadiens de volleyball universitaire qui se déroulait à Québec, mais ont rapidement été rabroué dès le premier tour face aux Bobcats de Brandon. Mention honorable à Gabriel Chancy (passeur et finissant en droit) qui a fait partie de la première équipe d'étoiles du RSEQ et de la deuxième équipe d'étoiles U Sports, Yassine Kassis (libéro et étudiant en informatique) qui a fait partie de la première équipe d'étoile du RSEQ et Youssef Baati (technique et étudiant en médecine) qui a fait partie de la deuxième équipe d'étoile du RSEQ. Actuellement, l'édition 2019-2020 a disputé quatre parties et perdu une seule partie face au Rouge et Or.